# 精裝追女仔2004
《精裝追女仔2004》是一部2004年上映的香港電影，為《無間道》的惡搞喜劇版，由王晶執導，曾志偉、陳百祥、余文樂、余安安、林子聰及黃浩然領銜主演。

## 演员表
| 演员   | 角色   | 备注                        |
| 曾志偉 | 曾琛   | 琛仔、車房琛 對應角色：韓琛 |
| 陳百祥 | 叻Sir  | 對應角色：黃sir             |
| 杜汶澤 | 須仁   | 對應角色：陳永仁            |
| 余文樂 | 傻強   | 對應角色：傻強              |
| 林子聰 | 肥秋   | 肥仔 對應角色：迪路         |
| 黃浩然 | 华Dee  | 對應角色：劉健明            |
| 余安安 | Mandy  | 對應角色：Mary（韓琛之妻）  |
| 麥家琪 | 勁姐   |                             |
| 韓君婷 | Angel  |                             |
| 黃泆潼 | 雪櫃   | 對應角色：林國平（大B）     |
| 黃婉伶 | 靚妹   |                             |
| 馮淬帆 | 牛叔   | Angel之父                   |
| 苗僑偉 | 牛精   | 對應角色：國華              |
| 莫少聰 | 縮骨   | 對應角色：黑鬼              |
| 湯鎮業 | 靚湯   | 對應角色：甘地              |
| 張國強 | 吹水   | 對應角色：文拯              |
| 林曉峰 | 龍永孝 | 對應角色：倪永孝            |
| 鄒凱光 | 阿雞   | 對應角色：羅繼賢            |
| 王天林 | 龍蝦   | 客串,對應角色：倪坤         |
| 朱茵   | 朱茵   | 客串                        |

## 外部連結
- 開眼電影網上《精裝追女仔2004》的資料（繁體中文）
- 香港影庫上《精裝追女仔2004》的資料（繁體中文）
- 时光网上《精裝追女仔2004》的資料（简体中文）
- 豆瓣电影上《精裝追女仔2004》的資料 （简体中文）
- 爛番茄上《精裝追女仔2004》的資料（英文）
- 互联网电影数据库（IMDb）上《精裝追女仔2004》的资料（英文）